# 圣欧邦
圣欧邦（法語：Saint-Auban，法語發音：[sɛ̃.t‿obɑ̃]）是法国滨海阿尔卑斯省的一个市镇，属于格拉斯区。

## 地理
圣欧邦（43°50'54"N, 6°43'35"E）面积42.54 平方千米，位于法国普罗旺斯-阿尔卑斯-蓝色海岸大区滨海阿尔卑斯省，该省份为法国东南部沿海省份，南濒地中海，西南至瓦尔省，西北接上普罗旺斯阿尔卑斯省，北部和东部与意大利接壤。
与圣欧邦接壤的市镇（或旧市镇、城区）包括：佩鲁勒、索莱亚、昂东、布里扬索内、加尔、勒马、瓦尔德鲁尔。

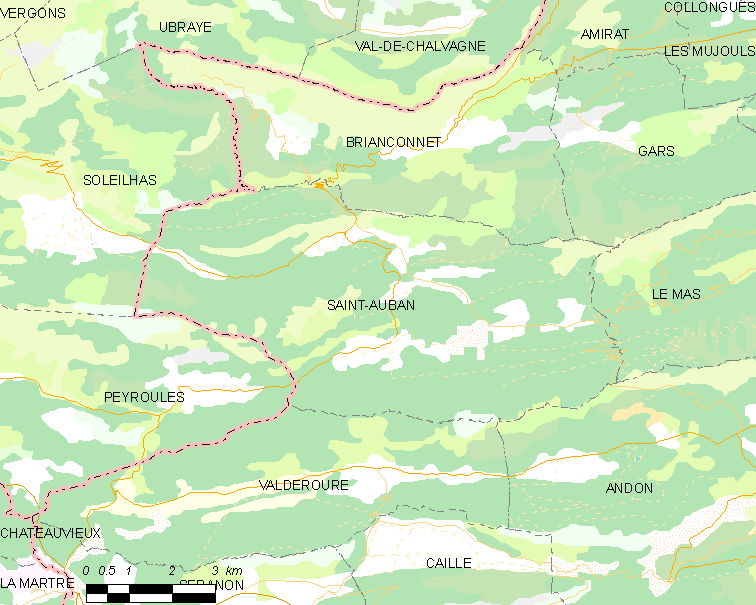
圣欧邦的OSM定位图

圣欧邦的时区为UTC+01:00、UTC+02:00（夏令时）。

## 行政
圣欧邦的邮政编码为06850，INSEE市镇编码为06116。

## 政治
圣欧邦所属的省级选区为格拉斯第一县。

## 人口

1962-2008年间圣欧邦人口变化图示

圣欧邦于2022年1月1日时的人口数量为204人。